# لهجة جربة
أمازيغية جربة هي لغة أمازيغية زناتية منطوقة في جربة، تونس.